# Jacopo Vincenzo Foscarini
Jacopo Vincenzo Foscarini (Venezia, 8 novembre 1783 – Ballò, 20 giugno 1864) è stato un poeta e politico italiano, che scrisse sia in italiano che in lingua veneziana.
Membro della famiglia patrizia dei Foscarini, era figlio di Giacomo Angelo e di Felicita Cicogna. Nel 1806 sposò la nobildonna Elena Cornelia Maria Rizzi. In gioventù prestò servizio nell'esercito del Regno Italico, salvo poi spostarsi su posizioni più critiche rispetto al regime napoleonico. Ben inserito nell'ambiente culturale e mondano veneziano, a partire dal 1817 si dedicò all'attività poetica, sia in lingua italiana che veneziana.
Dal 1833 al 1836 fu assessore della congregazione municipale di Venezia, e all'istituzione del Museo Correr nel 1835, ne divenne vicedirettore.
Nel 1844 diede alla luce la sua opera più significativa, i Canti pel popolo veneziano, raccolta di villotte in lingua veneziana, volte a illustrare le antiche tradizioni e costumi della città di Venezia e della repubblica.
Durante l'insurrezione contro il dominio austriaco del 1848-49 si schierò entusiasticamente con il governo provvisorio, venendo eletto all'assemblea dei rappresentanti, contribuendo alla propaganda indipendentista con dieci componimenti poetici, e arruolandosi, nonostante l'età avanzata, prima nella guardia civica e poi nei corpi di fanteria, col grado di capitano. Durante l'assedio di Venezia riportò una ferita ad una gamba che lo rese zoppo.
Con la restaurazione dell'autorità austriaca, fu brevemente epurato dal posto di vicedirettore del Museo Correr, ma venne reintegrato pochi mesi dopo. Comunque ne svolse poi le funzioni solo saltuariamente, a causa della sua salute in declino, che lo spinse a trasferirsi a Ballò presso Mirano, dove trascorse i suoi ultimi anni.